# Maison Vardanisdzé
La Maison Vardanisdzé (en géorgien : ვარდანისძე) est une famille aristocratique en Géorgie médiévale, listée parmi les Grands nobles (didebouli) du royaume.

## Histoire
La famille est dite être une branche d'une autre famille éminente géorgienne, le clan des Marouchisdzé, une hypothèse soutenue par l'abondance du nom Marouchiani dans la famille Vardanisdzé. Le fondateur de la famille est Vardan, eristavi des Svanes dans la seconde moitié du XIe siècle. La dignité d'eristavi (ou eristavt-eristavi) des Svanes devient héréditaire chez ses descendants, qui deviennent les Vardanisdzé (Vardan + dzé, « fils »).
La famille occupe aussi de nombreux postes importants à la cour royale géorgienne, dont celui de metchourtchletoukhoutsessi (Trésorier royal), msakhourtoukhoutsessi (chambellan) et mandatourtoukhoutsessi de Likht-Iméréthie (Géorgie occidentale).
La famille se divise en deux branches importantes : les Dadiani de Mingrélie et les Gourieli de Gourie, tandis que la Svanétie tombe sous le pouvoir de la Maison Guelovani.